# Мэтис, Клинт
Клинт Мэтис (англ. Clint Mathis; родился 25 ноября 1976 года, Коньерс, Джорджия) — американский футболист, атакующий полузащитник сборной США. Участник Чемпионата Мира 2002.

## Клубная карьера
Мэтис начал свою карьеру в 1998 году, когда был выбран на драфте среди колледжей командой «Лос-Анджелес Гэлакси». После двух лет проведённых в стане клуба он был обменян на мексиканского нападающего Луиса Эрнандеса.
В 2000 году Клинт перешёл в «МетроСтарз». 26 августа в матче против «Далласа» он забил пять мячей установив рекорд MLS. Забив 14 голов в 16 матчах Мээтис по итогам сезона попал в сборную MLS по итогам года. После окончания сезона 2002 года немецкая «Бавария» хотела приобрести Клинта, но переход был заблокирован руководством MLS. В 2004 году на правах свободного агента Мэтис все-таки переехал в Германию, подписав контракт в немецким «Ганновером 96». Он покинул «МетроСтарз» являясь вторым лучшим бомбардиром в истории команды с 39 мячами во всех соревнованиях.
В своем дебютном матче за «Ганновер» Клинт забил гол. В первых пяти играх Бундеслиги он забил 4 мяча, но после смены тренера, Мэтис перестал попадать в состав. 25 сентября 2004 года он вышел на замену в конце матча и почти сразу же забил гол. Празднуя забитый мяч он подбежал к скамейке запасных постучал по воображаемым наручным часам, намекая тренеру на отводимое ему игровое время. После этого эпизода Мэтис больше ни разу не попал в заявку на матч.
В декабре 2004 года Клинт вернулся в США, приняв приглашение «Реал Солт-Лейк». Несмотря на постоянное место в основе Мэтис за сезон забил всего три мяча. В декабре 2005 года он был обменян в «Колорадо Рэпидз» на Джеффа Каннингема. После невзрачного сезона в новом клубе Клинт вернулся в «Нью-Йорк Ред Буллз». 14 апреля 2007 года в дебютном матче за новую команду против «Далласа» Мэтис забил гол.
В январе 2008 года Мэтис подписал краткосрочный контракт с греческим «Эрготелисом». Он принял участие в 8 встречах и забил гол. После этого Клинт вернулся в Америку, где на протяжении двух сезонов выступал за «Реал Солт-Лейк», став чемпионом США, и «Лос-Анджелес Гэлакси», в составе которого завершил карьеру в 2010 году.

## Международная карьера
6 ноября 1998 года в матче против сборной Австралии Мэтис дебютировал за сборную США. 15 ноября 2000 года в матче против сборной Барбадоса Клинт забил свой первый гол за национальную команду. В 2002 году он в составе сборной поехал на Чемпионат Мира. На мундиале Мэтис принял участие в матчах против сборных Германии, Польши, а в поединке против Южной Кореи забил гол. В том же году он участвовал в розыгрыше Золотого Кубка КОНКАКАФ, который Мэтис выиграл по итогам турнира.
В 2003 году Клинт во второй раз принял участие в розыгрыше Золотого Кубка КОНКАКАФ и участвовал в Кубке Конфедераций.

## Достижения
«Реал Солт-Лейк»
- Обладатель Кубка MLS — 2009